# دیمیترو رودیک
دیمیترو رودیک (اوکراینی: Дмитро Петрович Рудик؛ زادهٔ ۲۶ اوت ۱۹۹۲) بازیکن فوتبال اهل اوکراین است.